# Rafith Rodríguez
Rafith Rodríguez Lleneres (El Bagre, 1º giugno 1989) è un mezzofondista colombiano, specializzato negli 800 metri piani.

## Biografia
Cresciuto nell'area di Bajo Cauca Antioquia, Rodríguez si è trasferito a 17 anni a Medellín, dove ha intrapreso la carriera da atleta. Ha esordito mondialmente nel 2008 ai Mondiali juniores in Polonia e gareggiato con la nazionale seniores dall'anno successivo. Nel 2010 ha vinto una medaglia d'oro ai Giochi sudamericani/Campionati sudamericani under 23 di Buenos Aires e vinto numerose medaglie alle manifestazioni locali negli anni successivi, come i tre ori vinti ai Giochi bolivariani 2013.
A livello extra-regionale, Rodríguez ha gareggiato ad alcune edizioni dei Mondiali e partecipato alle gare negli 800 metri piani ai Giochi olimpici di Londra 2012 e di Rio de Janeiro 2016. Ai Giochi panamericani di Toronto 2015 ha vinto una medaglia d'argento alle spalle dello statunitense Clayton Murphy.

## Palmarès
| Anno | Manifestazione             | Sede           | Evento       | Risultato  | Prestazione | Note |
| ---- | -------------------------- | -------------- | ------------ | ---------- | ----------- | ---- |
| 2008 | Mondiali U20               | Bydgoszcz      | 800 m piani  | Batteria   | 1'53"72     |      |
| 2009 | Giochi boliviariani        | Sucre          | 800 m piani  | Argento    | 1'55"37     |      |
| 2010 | Sudamericani U23           | Medellín       | 800 m piani  | Oro        | 1'47"20     |      |
| 2010 | Sudamericani U23           | Medellín       | 4×400 m      | Bronzo     | 3'09"03     |      |
| 2010 | Campionati ibero-americani | San Fernando   | 800 m piani  | 4º         | 1'46"97     |      |
| 2010 | Giochi CAC                 | Mayagüez       | 800 m piani  | 5º         | 1'48"71     |      |
| 2011 | Sudamericani               | Buenos Aires   | 800 m piani  | Oro        | 1'51"38     |      |
| 2011 | Sudamericani               | Buenos Aires   | 4×400 m      | Argento    | 3'09"67     |      |
| 2011 | Universiadi                | Shenzen        | 400 m piani  | Semifinale | dnf         |      |
| 2011 | Universiadi                | Shenzen        | 800 m piani  | Semifinale | 1'48"17     |      |
| 2011 | Mondiali                   | Taegu          | 800 m piani  | Semifinale | 1'46"41     |      |
| 2011 | Giochi panamericani        | Guadalajara    | 800 m piani  | 9º         | 1'58"27     |      |
| 2012 | Mondiali indoor            | Istanbul       | 800 m piani  | Semifinale | dnf         |      |
| 2012 | Giochi olimpici            | Londra         | 800 m piani  | Batteria   | 1'47"70     |      |
| 2013 | Sudamericani               | Cartagena      | 800 m piani  | Oro        | 1'46"34     |      |
| 2013 | Sudamericani               | Cartagena      | 4×400 m      | Argento    | 3'06"25     |      |
| 2013 | Mondiali                   | Mosca          | 800 m piani  | Semifinale | 2'01"94     |      |
| 2013 | Giochi boliviariani        | Trujillo       | 400 m piani  | Oro        | 45"62       |      |
| 2013 | Giochi boliviariani        | Trujillo       | 800 m piani  | Oro        | 1'45"14     |      |
| 2013 | Giochi boliviariani        | Trujillo       | 4×400 m      | Oro        | 3'05"43     |      |
| 2014 | Giochi sudamericani        | Santiago       | 800 m piani  | Argento    | 1'45"39     |      |
| 2014 | Giochi sudamericani        | Santiago       | 1500 m piani | Bronzo     | 3'42"75     |      |
| 2014 | Giochi sudamericani        | Santiago       | 4×400 m      | Bronzo     | 3'10"15     |      |
| 2014 | Campionati ibero-americani | San Paolo      | 800 m piani  | Oro        | 1'44"77     |      |
| 2014 | Giochi CAC                 | Veracruz       | 800 m piani  | Argento    | 1'45"74     |      |
| 2014 | Giochi CAC                 | Veracruz       | 4×400 m      | Bronzo     | 3'02"52     |      |
| 2015 | Sudamericani               | Lima           | 800 m piani  | Oro        | 1'46"48     |      |
| 2015 | Giochi panamericani        | Toronto        | 800 m piani  | Argento    | 1'47"23     |      |
| 2015 | Mondiali                   | Pechino        | 800 m piani  | Semifinale | 1'45"63     |      |
| 2016 | Giochi olimpici            | Rio de Janeiro | 800 m piani  | Batteria   | 1'46"65     |      |
| 2017 | Giochi bolivariani         | Santa Marta    | 800 m piani  | Oro        | 1'46"84     |      |
| 2017 | Giochi bolivariani         | Santa Marta    | 4×400 m      | Oro        | 3'06"14     |      |
| 2018 | Giochi sudamericani        | Cochabamba     | 800 m piani  | Finale     | dnf         |      |
| 2018 | Giochi CAC                 | Barranquilla   | 800 m piani  | Batteria   | 1'50"33     |      |
| 2018 | Giochi CAC                 | Barranquilla   | 4×400 m      | Bronzo     | 3'04"35     |      |